# Càndaces
Càndaces (grec antic: Κανδάκη, llatí: Candaces, meroític: 𐦲𐦷𐦲𐦡 kdke) és el títol d'algunes reines de Núbia o Kus, nom que sembla l'origen de Càndida.
La paraula designava la germana del rei, i com que la successió era matrilineal, tenia tots els honors de reina mare, i sovint jugava un paper important com a reina regent. El títol de Càndaces anava acompanyat dels títols faraònics de Sa-Ra, Nebty i Nesut-Bity.
La més coneguda de les Càndaces va ser la reina Amanirena, pel seu paper al capdavant dels exèrcits cuixites contra els romans en una guerra que va durar tres anys, del 25 aC al 22 aC. Després d'una victòria inicial quan els cuixites van atacar l'Egipte romà, els va expulsar Gai Petroni, que va establir una nova frontera a Hiere Sycaminos (Maharraqa). Estrabó diu que li faltava un ull i la descrivia com a molt valenta. Plini el Vell diu erròniament que totes reines del país portaven aquest nom, i Eusebi de Cesarea explica que entre els etíops era costum tenir reines.